# Nationaal natuurreservaat Tanet-Gazon du Faing
Nationaal natuurreservaat Tanet-Gazon du Faing (Frans: Réserve naturelle nationale du Tanet-Gazon du Faing) is een natuurreservaat in Frankrijk, in regionaal natuurpark Ballons des Vosges in de Vogezen. Het reservaat ligt in de regio Grand Est. Het reservaat omvat beukenbossen, chaumes (Alpenweiden) en veen op Gazon du Faing. Het natuurreservaat werd opgericht in 1988 en is 504 hectare groot. Het gebied is ook Natura 2000-gebied.